# Solling
De Solling is een heuvelrug in Noord-Duitsland in de deelstaat Nedersaksen.

## Algemene beschrijving
De Solling wordt tot het Weserbergland gerekend en ligt oostelijk van het dal van de Wezer bij Holzminden en Höxter en noordelijk van Bad Karlshafen. Zij rijst geleidelijk aan op uit het dal, zonder dat er veel hellingen zijn met uitzondering van enkele beekdalen zoals dat van de Hasselbach. De Solling bestaat voor het grootste deel uit bontzandsteen. De hoogste punten zijn de Große Blöße (528 meter boven Normalnull) en de Moosberg (509 meter). Regionaal zijn dit de grootste hoogten. 80% van het gebied is bebost en het is het grootste aaneengesloten beboste berggebied of heuvelland van Noord-Duitsland buiten de Harz. Daarnaast zijn er ook hoogveengebieden zoals het natuurreservaat Mecklenbruch bij Silberborn, gem. Holzminden. Dit hoogveen maakte in de vorige eeuwen voor de grootscheepse herbebossingen een groter deel uit van de Solling. De veengroei wordt bevorderd door de grotere hoeveelheid neerslag (1012 mm in Neuhaus im Solling) en de lagere gemiddelde temperatuur.

## Geschiedenis
Het gebied raakte in door de eeuwen heen ontbost door overbelasting van bijvoorbeeld houtskoolwinning. Het hout werd ter plaatse met behulp van meilers in houtskool omgezet. Maar ook andere vormen van roofbouw kwamen voor zoals overbeweiding met zwijnen. Vanaf 1750 is er weer een begin gemaakt met de herbebossing van het gebied. De herbebossing geschiedde voor een groot deel met naaldhout, terwijl oorspronkelijk beukenbossen het gebied bedekten. Na ca. 1990 maakte de exploitatie van deze naaldbossen als productiebos (cellulose voor de productie van papier; timmerhout) plaats voor toerisme. Het gekapte naaldhout wordt geleidelijk door meer gemengd bos, met inheemse loofboomsoorten, vervangen.

## Toerisme
Het gebied maakt deel uit van het natuurpark Solling-Vogler. De toeristische activiteiten zijn grotendeels gericht op het natuurlijke karakter van het gebied. Activiteiten zijn wandelen, mountainbiken en langlaufen. Ook is er een dierenpark (Wildpark ) met grote leefgebieden voor de dieren  en met valkerijdemonstraties bij het, evenals Silberborn,  sterk toeristisch ontwikkelde dorp  Neuhaus im Solling, gem. Holzminden.

### Aangrenzende plaatsen
- In het oosten: Dassel en Moringen
- In het zuid-zuidoosten: Uslar en Bodenfelde
- In het zuiden: Bad Karlshafen en andere plaatsen in de Landkreis Kassel, deelstaat Hessen
- In het westen: o.a. Holzminden.

## Gemeentevrij gebied Boffzen

Ligging van het gemeentevrije gebied Boffzen in de Landkreis Holzminden

Het gemeentevrije gebied Boffzen is een gemeentevrij gebied in de Landkreis Holzminden in de Duitse deelstaat  Nedersaksen. Het ligt in het middelgebergte Solling. Het wordt bestuurd door de Kreisverwaltung (het districtsbestuur) van deze Landkreis.
Het onbewoonde, geheel uit bos en ander natuurterrein bestaande, gebied heeft een oppervlakte van 23,37 km². Het grenst in het zuiden en westen aan de vier deelgemeentes van de Samtgemeinde Boffzen en in het noorden en oosten aan de gemeente Holzminden.
In Duitse statistische bestanden wordt voor het gebied de Amtliche Gemeindeschlüssel nummer 03 2 55 501 gehanteerd.

## Afbeeldingen

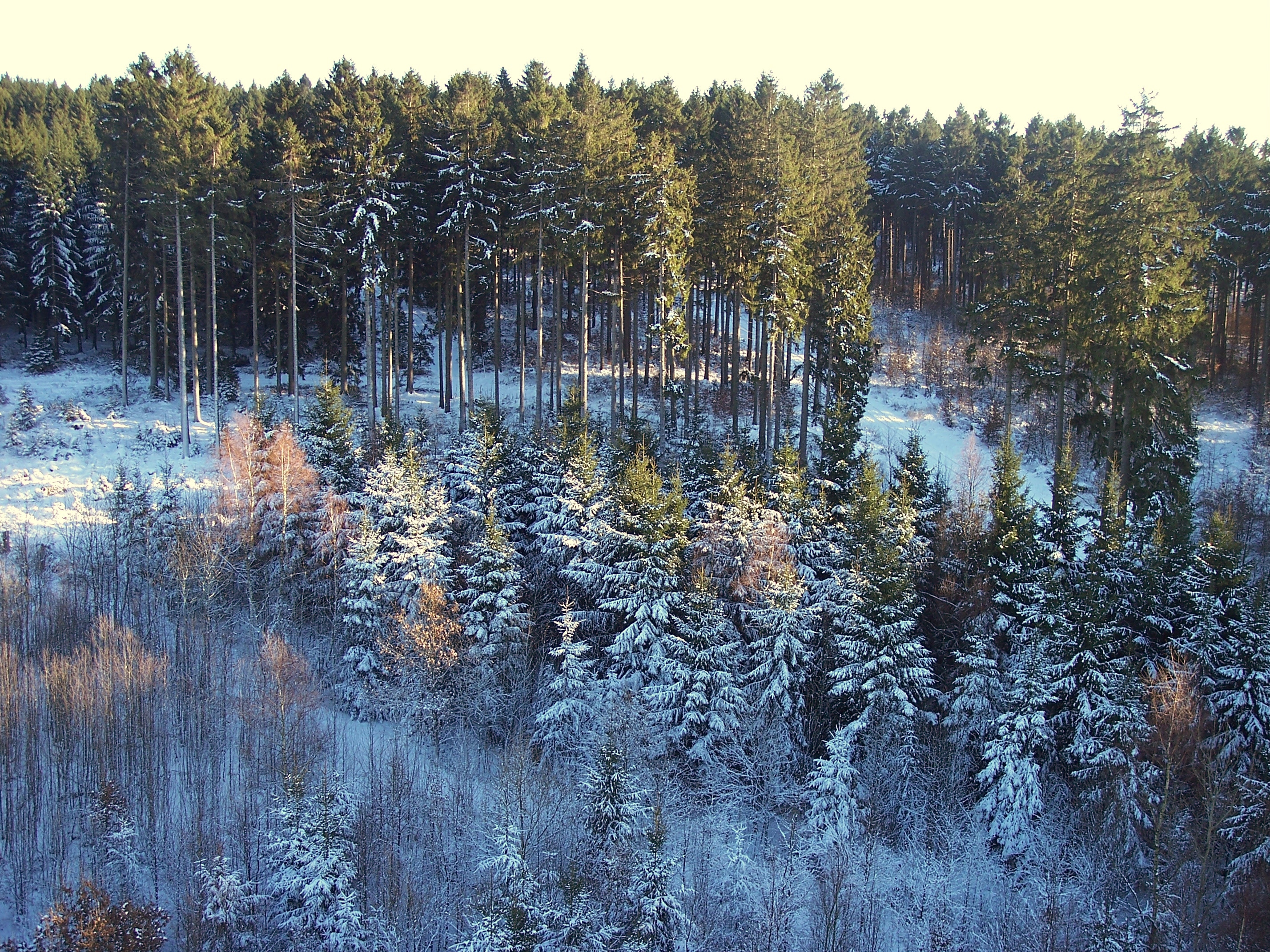
De Moosberg
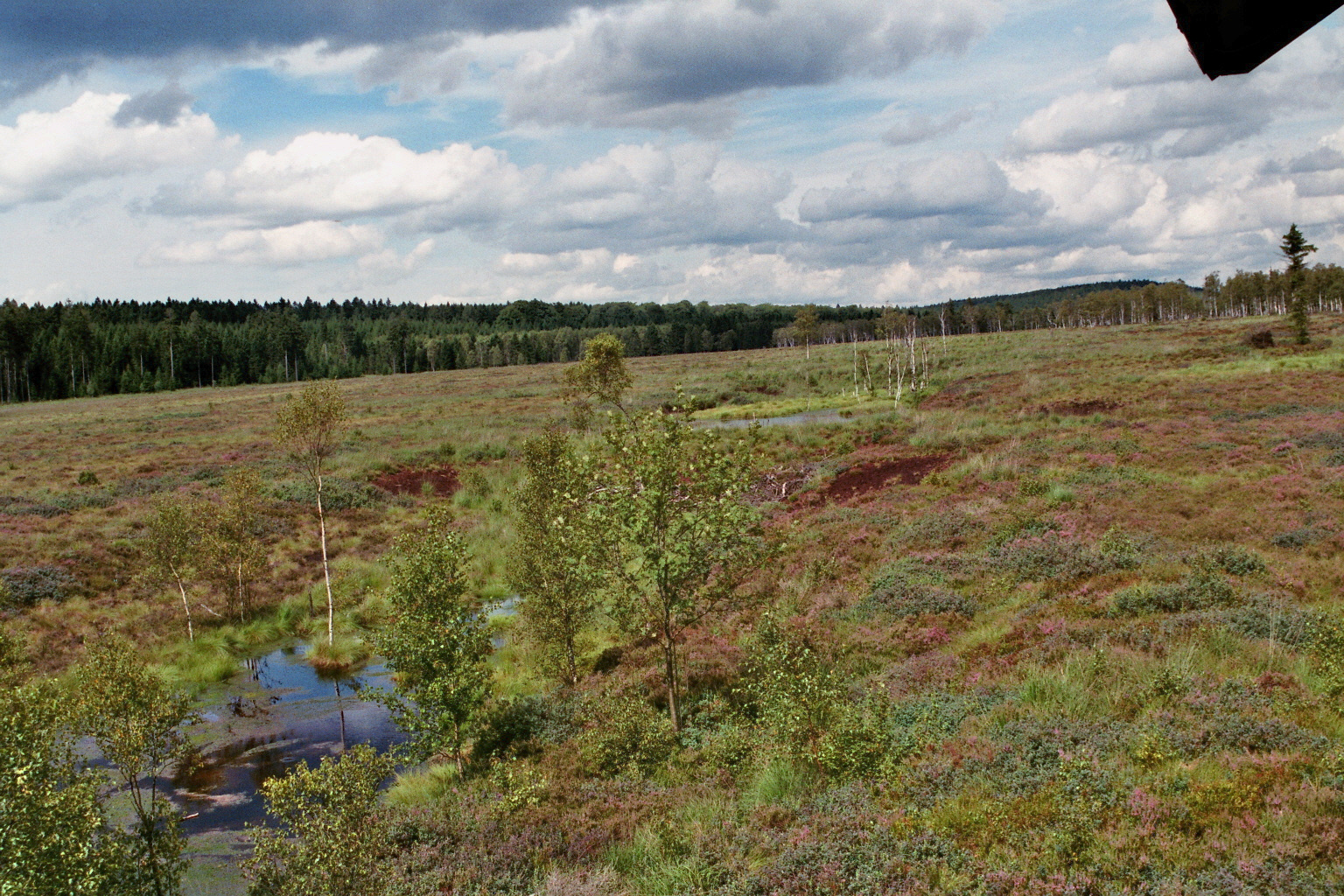
Hoogveen-regeneratiegebied Mecklenbruch in de Solling
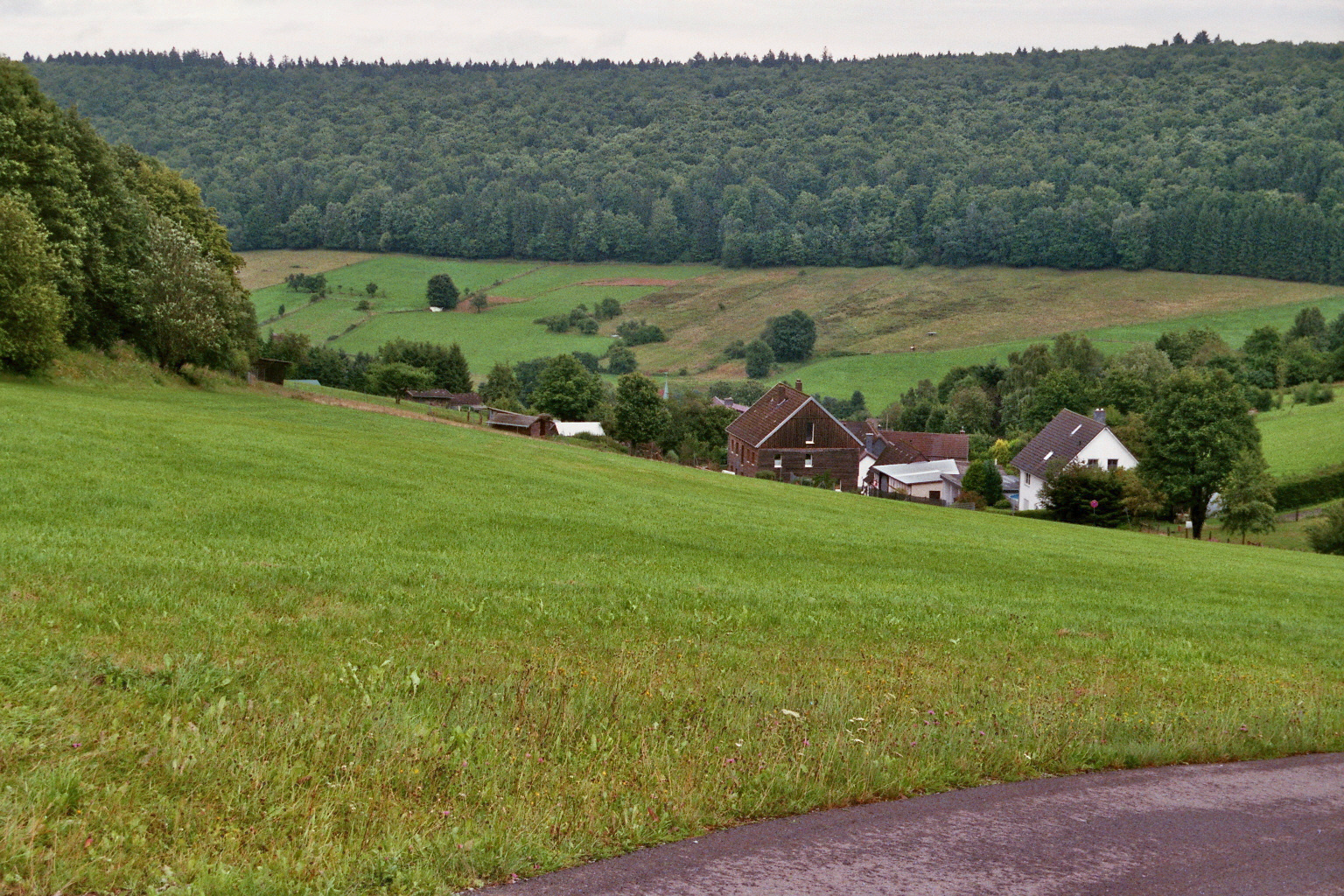
Hellental im Solling

Altes Land · Ammerland · Braunschweiger Land · Eichsfeld · Elbe-Weser-Dreieck · Eemsland (Emsland) · Land Hadeln · Land Wursten · Harz · Hildesheimer Börde · Hümmling · Kehdingen · Leinebergland · Lüneburger Heide · Oldenburger Land · Oldenburger Münsterland · Oostfalen (Ostfalen) · Oost-Friesland (Ostfriesland) · Osnabrücker Land · Schaumburger Land · Solling · Zuid-Nedersaksen (Südniedersachsen) · Wendland · Weserbergland · Wümmeniederung